# Skiffertinamo
Skiffertinamo (Crypturellus boucardi) är en fågel i familjen tinamoer inom ordningen tinamofåglar.

## Utseende och läte
Skiffertinamon är en nästan stjärtlös hönsliknande fågel. Fjäderdräkten är mörk med gråaktigy på hals och bröst. Honan är tydligt tvärbandad på ovansidan. Det utdragna och sorgsamma lätet hörs framför allt i början och slutet av dagen.

## Utbredning och systematik
Skiffertinamo förekommer i Centralamerika från Mexiko till Costa Rica. Den delas in i två underarter med följande utbredning:
- Crypturellus boucardi boucardi – förekommer på låglandet kring Mexikanska golfen och Karibien från sydöstra Mexiko till nordvästra Honduras
- Crypturellus boucardi costaricensis – förekommer på den karibiska sluttningen från Honduras till norra Costa Rica

## Levnadssätt
Skiffertinamon hittas i fuktiga tropiska skogar i låglänta områden och lägre bergstrakter. Den ses endast sällan då den korsar vägar eller stigar, men hörs ofta.

## Status och hot
Arten har ett stort utbredningsområde och en stor population, men tros minska i antal till följd av habitatförstörelse och jakt. Internationella naturvårdsunionen IUCN listar den som sårbar (VU). Beståndet uppskattas till i storleksordningen 20 000 till 50 000 vuxna individer.

## Namn
Fågelns vetenskapliga artnamn hedrar Adolphe Boucard (1839-1904), fransk naturforskare och samlare av specimen.